# Damià d'Alexandria
Damià d'Alexandria va ser patriarca copte d'Alexandria de l'any 578 al 12 de juny del 607.
Va ser monjo durant la seva joventut al desert de Scetis, on hi va viure durant setze anys. Va ser ordenat diaca al monestir que havia fundat Joan el Nan, un pare del desert. Va seguir durant uns anys portant una vida ascètica en un monestir proper a Alexandria.
Quan el Papa Pere IV d'Alexandria va ser entronitzat, va nomenar a Damià secretari particular. Damià portava una vida humil i tothom l'estimava. Quan el papa Pere va morir, els bisbes van acordar per unanimitat ordenar-lo patriarca. Durant el seu patriarcat, Damià va dur a terme algunes decisions controvertides a la fi de completar l'intent del seu predecessor de deposar el patriarca Pau II d'Antioquia. Va viatjar en secret a Antioquia per tal d'instal·lar un patriarca diferent. Encara que no va comptar amb el suport de tots els bisbes sirians, Damià tenia el suport suficient per convocar una assemblea i escollir un substitut. Però el patriarca de Calcedònia, probablement Gregori d'Antioquia, va descobrir l'intent i el va impedir, forçant Damià i els seus companys a fugir. Damià va anar a Constantinoble, on va consagrar alguns bisbes i va participar en un concili eclesiàstic, que després va repudiar.
Un sinaxari registra dues controvèrsies teològiques en què va estar involucrat:
- La primera implicava uns seguidors de Meleci de Licòpolis que bevien vi abans de la Comunió, explicant que Jesús havia donat als deixebles dos calzes a l'Últim Sopar i que només quan va passar el segon va dir «Aquesta és la meva sang». Damià els va explicar que la primera copa era la de la Pasqua jueva, que Jesús va cancel·lar amb la segona. Damià també els va informar que els cànons de l'església prohibien que es mengés i es begués abans de prendre l'Eucaristia. El consell de Damià va persuadir alguns, però els que van rebutjar el seu ensenyament van ser expulsats.
- La segona controvèrsia es refereix al diàleg de Damià amb el patriarca Pere d'Antioquia, en el qual Damià l'acusava de triteisme[a] i, al seu torn, Pere l'acusava de sabel·lisme[b]. Damià argumentava per defensar la seva interpretació de la Trinitat, les lliçons de la Bíblia i l'ensenyament dels primers pares de l'església, però mai va poder persuadir Pere, i va ordenar que el nom de Pere no s'esmentés a la Sagrada Litúrgia mentre Pere fos viu. El cisma entre les esglésies d'Alexandria i d'Antioquia va durar gairebé una dècada després de la mort de Damià.

Damià va mostrar-se molt actiu en la lluita contra les doctrines que considerava herètiques, no només contra el triteisme, sinó també els calcedonians, el Tom del Papa Lleó I, el monofisisme del bisbe Julià d'Halicarnàs, els melicians, els acèfals, els gaianites (partidaris d'un rival de Teodosi I d'Alexandria), i Esteve d'Alexandria. La majoria dels escrits de Damià s'han perdut, però va influir en molts escriptors de l'època que lluitaven contra les heretgies. L'Església Ortodoxa Copta el considera sant.